# 世界之窗 (长沙)
世界之窗是坐落在湖南省长沙市的大型文化主题公园，是湖南省最大的旅游、影视、文化、娱乐基地。公园位于长沙城以北星沙镇，毗邻开福区，处开元路以南、三一大道以北、万家丽路以东、锦绣路以西，与金鹰影视文化城连成一片；占地40公顷。长沙世界之窗由湖南电广传媒股份有限公司、深圳华侨城控股股份有限公司和香港中旅集团共同投资修建，累计投资3亿元；1997年10月1日建成试营业，1997年10月16日正式投入运营。长沙世界之窗是继北京世界公园和深圳世界之窗之后的各地名胜景观为主的多功能园林景观建筑。

## 沿革
1997年，湖南電廣传媒股份有限公司、深圳华侨城控股股份有限公司和香港中旅集团三家公司兴建了长沙世界之窗。10月1日，长沙世界之窗正式对外开放。

## 仿制建筑
长沙世界之窗以仿造世界各国文明建筑知名，长沙世界之窗主要建筑包括德国新天鹅城堡、埃及亚历山大灯塔、意大利圣三山教堂等。

## 娱乐设施
长沙世界之窗的娱乐设施包括云霄双塔、过山车、疯狂雷达、天马行空、超级搅拌机、豪华双层木马、海盗摇摆船、阿波罗飞船、魔幻单车、超级UFO、宇宙升降机、银河探险、蹦极、4D星空影城、太空飞椅等。

## 事件

### 2006年央視記者被打
中央電視台社会与法频道（CCTV-12）（CCTV-12）《中国法治报道》在2000年五一黃金周特備欄目「移動七晝夜」由撒貝寧率隊暗訪景區，其中發現景區遊覽車的駕駛是宣傳人員而非專業駕駛，攝影記者田晓坤被毆打。後來該節目做特備欄目「撒贝宁亲历记者遭殴事件」報導。輿論對「央視記者被打」熱議。